# Masters 1978 (tennis)
De Masters 1978 werd  in het Amerikaanse New York gehouden. Het tennistoernooi werd van 10 tot 14 januari 1979 in de Madison Square Garden op tapijtbanen gespeeld. Het deelnemersveld bestond uit de beste acht spelers op de ATP Rankings.

## Enkelspel
De titelverdediger Jimmy Connors bleef steken in de groepsfase.
John McEnroe werd de tweede speler na Stan Smith die beiden titels won op één toernooi.

### Deelnemers
Björn Borg, Guillermo Vilas en Vitas Gerulaitis lieten verstek gaan.
| Ranking | Speler             | Prestatie    |
| ------- | ------------------ | ------------ |
| 1.      | Jimmy Connors      | Groepsfase   |
| 2.      | John McEnroe       | Winnaar      |
| 3.      | Eddie Dibbs        | Halve finale |
| 4.      | Brian Gottfried    | Halve finale |
| 5.      | Raúl Ramírez       | Groepsfase   |
| 6.      | Harold Solomon     | Groepsfase   |
| 7.      | Corrado Barazzutti | Groepsfase   |
| 8.      | Arthur Ashe        | Groepsfase   |

### Groepsfase
De eindstand in de groepsfase wordt bepaald door achtereenvolgend te kijken naar eerst het aantal overwinningen in combinatie met het aantal wedstrijden. Mochten er dan twee spelers gelijk staan wordt er naar het onderling resultaat gekeken. Mocht het aantal overwinningen en wedstrijden bij drie of vier spelers gelijk wordt er gekeken naar het percentage gewonnen sets en eventueel gewonnen games. Als er dan nog steeds geen ranglijst opgemaakt kan worden dan beslist de wedstrijd commissie.

#### Groep A
|               |                | Uitslag         |
| ------------- | -------------- | --------------- |
| Jimmy Connors | Harold Solomon | 6-1, 6-2        |
| John McEnroe  | Arthur Ashe    | 6-3, 6-1        |
| John McEnroe  | Jimmy Connors  | 7-5, 3-0 opgave |
| Arthur Ashe   | Harold Solomon | 6-1, 6-4        |
| John McEnroe  | Harold Solomon | 6-3, 6-2        |
| Arthur Ashe   | Jimmy Connors  | forfait         |

| Nr. | Speler         | Wedstrijd W - V | Sets W - V | Games W - V |
| --- | -------------- | --------------- | ---------- | ----------- |
| 1   | John McEnroe   | 3-0             | 6-0        | 34-14       |
| 2   | Arthur Ashe    | 2-1             | 2-2        | 16-17       |
| 3   | Jimmy Connors  | 1-2             | 2-2        | 17-13       |
| 4   | Harold Solomon | 0-3             | 0-6        | 13-36       |

#### Groep B
|                 |                    | Uitslag       |
| --------------- | ------------------ | ------------- |
| Eddie Dibbs     | Corrado Barazzutti | 6-4, 6-4      |
| Brian Gottfried | Raúl Ramírez       | 6-4, 6-1      |
| Eddie Dibbs     | Raúl Ramírez       | 6-0, 6-1      |
| Brian Gottfried | Corrado Barazzutti | 7-6, 6-4      |
| Raúl Ramírez    | Corrado Barazzutti | 3-6, 6-3, 6-4 |
| Brian Gottfried | Eddie Dibbs        | 6-3, 6-3      |

| Nr. | Speler             | Wedstrijd W - V | Sets W - V | Games W - V |
| --- | ------------------ | --------------- | ---------- | ----------- |
| 1   | Brian Gottfried    | 3-0             | 6-0        | 37-21       |
| 2   | Eddie Dibbs        | 2-1             | 4-2        | 30-21       |
| 3   | Raúl Ramírez       | 1-2             | 2-5        | 21-37       |
| 4   | Corrado Barazzutti | 0-3             | 1-6        | 31-40       |

### Knock-outfase
|  | Halve finale | Halve finale    | Halve finale | Halve finale | Halve finale |   |              | Finale      | Finale | Finale | Finale | Finale |
|  |              |                 |              |              |              |   |              |             |        |        |        |        |
|  | 8            | Arthur Ashe     | 7            | 3            | 6            |   |              |             |        |        |        |        |
|  | 4            | Brian Gottfried | 5            | 6            | 3            |   |              |             |        |        |        |        |
|  | 4            | Brian Gottfried | 5            | 6            | 3            |   | 8            | Arthur Ashe | 7      | 3      | 5      |        |
|  |              |                 |              |              |              |   | 8            | Arthur Ashe | 7      | 3      | 5      |        |
|  |              | 1               | John McEnroe | 6            | 6            | 7 |              |             |        |        |        |        |
|  | 1            | 1               | John McEnroe | 6            | 6            | 7 | John McEnroe | 6           | 6      |        |        |        |
|  | 1            |                 |              |              |              |   | John McEnroe | 6           | 6      |        |        |        |
|  | 3            | Eddie Dibbs     | 1            | 4            |              |   |              |             |        |        |        |        |

## Dubbelspel
Peter Fleming en John McEnroe wonnen de titel.

#### Finales
|  | Halve finale | Halve finale               | Halve finale               | Halve finale | Halve finale |                          |   | Finale | Finale | Finale | Finale | Finale | Finale | Finale |
|  |              |                            |                            |              |              |                          |   |        |        |        |        |        |        |        |
|  |              | Wojciech Fibak Tom Okker   | 6                          | 6            |              |                          |   |        |        |        |        |        |        |        |
|  |              | Bob Lutz Stan Smith        | 4                          | 3            |              |                          |   |        |        |        |        |        |        |        |
|  |              | Bob Lutz Stan Smith        | 4                          | 3            |              | Wojciech Fibak Tom Okker | 4 | 2      | 4      |        |        |        |        |        |
|  |              |                            |                            |              |              | Wojciech Fibak Tom Okker | 4 | 2      | 4      |        |        |        |        |        |
|  |              |                            | Peter Fleming John McEnroe | 6            | 6            | 6                        |   |        |        |        |        |        |        |        |
|  |              | Peter Fleming John McEnroe | Peter Fleming John McEnroe | 6            | 6            | 6                        | 6 | 6      |        |        |        |        |        |        |
|  |              | Peter Fleming John McEnroe |                            |              |              |                          | 6 | 6      |        |        |        |        |        |        |
|  |              | Bob Hewitt Frew McMillan   | 1                          | 4            |              |                          |   |        |        |        |        |        |        |        |